# ديفيد إس. دوتي
ديفيد إس. دوتي (بالإنجليزية: David S. Doty)‏ هو قاضي وضابط ومحامي أمريكي، ولد في 1929 في أنوكا في الولايات المتحدة.